# کوژنگوو ویلکیه
کوژنگوو ویلکیه (به لهستانی:  Koźniewo Wielkie) یک روستا در لهستان است که در گمینا سونگسک واقع شده‌است. کوژنگوو ویلکیه  ۳۰۸ نفر جمعیت دارد.